# Qinyang, Fujian
Qinyang (kinesiska: 芹洋) är en socken i sydöstra Kina. Den ligger i Shouning härad i staden Ningde i provinsen Fujian, omkring 150 kilometer norr om provinshuvudstaden Fuzhou. Antalet invånare är 7 756. Befolkningen består av 3 566 kvinnor och 4 190 män. Barn under 15 år utgör 19,0 %, vuxna 15-64 år 66 %, och äldre över 65 år 13,0 %.